# Nationalsocialistiska Blocket
Il Nationalsocialistiska Blocket (in lingua svedese), Blocco Nazional-Socialista, è stato un partito politico nazional-socialista svedese costituito alla fine del 1933 dalla fusione del Nationalsocialistiska Samlingspartiet , Nationalsocialistiska Förbundet e nazional-socialisti locali di unità collegate all'avvocato Sven Hallström a Umeå. Più tardi, anche Svensk Nationalsocialistisk Samling entro nell'NSB. 
Il leader del partito è stato il colonnello Martin Eugen Ekström. Il partito emise varie pubblicazioni, Landet Fritt (Göteborg), Var Kamp (Göteborg), su Var (Umeå), Nasisten (Malmö) e Riksposten. 
NSB si differenziava da altri gruppi nazional-socialisti svedesi a causa della sua liaison con la classe superiore svedese. NSB era chiaramente inferiore a quello dei due principali partiti nazional-socialisti in Svezia, al momento, SNSP e NSAP. A poco a poco il partito scomparve. 
| Controllo di autorità | VIAF (EN) 155354823 |